# Kolonie Backhausen
Die Kolonie Backhausen ist eine Siedlung in der Marktgemeinde Hoheneich im Bezirk Gmünd in Niederösterreich.

## Geografie
Unter dem Begriff versteht man die Ortslage der Fabrik von Joh. Backhausen & Söhne, die als Ortschaftsbestandteil von Hoheneich ausgewiesen ist. Diese südlich am Braunaubach gelegene Siedlung besteht nicht nur aus den Fabriksbauten selbst, sondern auch aus weiteren Gebäuden und umfasst heute insgesamt 7 Adressen. (Stand 1. April 2020) Darunter sind das Herrenhaus, ein Wirtschaftshof und ein ehemaliges Gasthaus. Weiters wurden für die Bediensteten zwei Wohnhäuser errichtet.

## Geschichte
An der Einmündung des Elexenbaches in den Braunaubach bestand seit dem 16. Jahrhundert eine Mühle, die um 1800 in eine Spiegelschleiferei umgebaut wurde und 1823 als k.k. priv. Spinnfabrik Isnenghi & Zanetti firmierte. Diese wurde mitsamt einem Wirtschaftshof und einem Gasthaus 1854 von Eugen Richter erworben, der bereits in Hohenau eine Glasschleiferei betrieb. Da sich das Gebäude der als Spinnerei adaptierten Mühle aber nur mühsam für die Bedürfnisse einer Glasschleiferei adaptieren ließ, erbaute Richter am Braunaubach ein neues Fabriksgebäude, das zum Kern der Manufaktur Backhausen werden sollte. Im Franziszeischen Kataster von 1823 ist der Standort daher als unbebaut verzeichnet. An der Stelle der Glasschleiferei wurde um 1870 die Manufaktur für Möbel- und Vorhangstoffe errichtet und als Transportmittel stand die kurz davor eröffnete Kaiser-Franz-Josephs-Bahn zur Verfügung. Alle vorhandenen Gebäude wurden in den Betrieb einbezogen, in den im Anschluss an die Glasschleiferei errichteten Fabrikshallen wurden Stoffe gewebt und in der ehemaligen Spinnerei wurden Teppiche hergestellt. Fast alle Gebäude sind noch erhalten, einzig die Spinnerei wurde um 1970 abgetragen.

## Sehenswürdigkeiten
Das ehemalige Feuerwehrhaus der Manufaktur Backhausen steht unter Denkmalschutz (Listeneintrag).